# Expedició 47
L'Expedició 47 va ser la 47a estada de llarga durada a l'Estació Espacial Internacional. L'expedició 47 va començar a partir de la sortida de la Soiuz TMA-18M el 2 de març de 2016 i va concloure a l'aterratge de la Soiuz TMA-19M el 18 de juny de 2016. La tripulació de la Soiuz TMA-20M va ser transferida a l'Expedició 48.
Llançada el 8 d'abril de 2016, la missió SpaceX CRS-8 va transportar el Bigelow Expandable Activity Module a l'EEI durant dos anys de qualificació d'hàbitat en òrbita.

## Tripulació
| Posició            | Primera Part (Març de 2016)             | Segona Part (Març a juny de 2016)         |
| ------------------ | --------------------------------------- | ----------------------------------------- |
| Comandant          | Timothy Kopra, NASA Segon vol espacial  | Timothy Kopra, NASA Segon vol espacial    |
| Enginyer del vol 1 | Tim Peake, ESA Primer vol espacial      | Tim Peake, ESA Primer vol espacial        |
| Enginyer del vol 2 | Iuri Malentxenko, RSA Sisè vol espacial | Iuri Malentxenko, RSA Sisè vol espacial   |
| Enginyer del vol 3 |                                         | Aleksei Ovtxinin, RSA Primer vol espacial |
| Enginyer del vol 4 |                                         | Oleg Skripochka, RSA Segon vol espacial   |
| Enginyer del vol 5 |                                         | Jeffrey Williams, NASA Quart vol espacial |

FontSpacefacts